# Korîtnea, Monastîrîșce
Korîtnea (în ucraineană Коритня) este o comună în raionul Monastîrîșce, regiunea Cerkasî, Ucraina, formată numai din satul de reședință.

## Demografie
Componența lingvistică a comunei Korîtnea
     Ucraineană (99,28%)
     Alte limbi (0,72%)
Conform recensământului din 2001, majoritatea populației comunei Korîtnea era vorbitoare de ucraineană (99,28%), existând în minoritate și vorbitori de alte limbi.